# Чинский, Чеслав Иосифович
Чеслав Иосифович Чинский (пол. Czesław Czyński, псевдоним Punar Bhava, 4 [16] июля 1858, Варшавская губерния, Царство Польское — 17 августа 1932, Варшава) — польский философ и педагог, публицист, член верховного совета Ордена мартинистов и генеральный делегат для России, основной создатель русского отделения Ордена мартинистов, издатель брошюр. Оккультист, парапсихолог, гипнотизёр и месмерист, хиромант, известный авантюрист и аферист. Был знатоком и пропагандистом языка волапюк.
Один из трёх глав петербургских и московских мартинистов 1910—1912 годов, считая привлечённых им к мартинизму Г. О. Мёбеса и П. М. Казначеева. Издал ряд брошюр серии «Библиотека мартинистов» и позже, совместно с Антошевским И. К., журнал оккультных наук «Изида» — официальный печатный орган русских мартинистов.

## Биография

### Юность
Родился в деревне Туржинек Варшавской губернии (Царство Польское). Во время революционной смуты, когда ему было 5 лет, семья эмигрировала в Париж, где он с братьями учился в престижной польско-французской школе для иммигрантов, по другим данным они жили в Австрии. По оглашению амнистии австрийским правительством, его семья возвращается в Галицию, и его отец отдаёт сыновей в школу Кракова, но впоследствии кончает жизнь самоубийством. Затем Чеслав Чинский был учителем начальной школы, после изучал медицину в Ягеллонском университете Кракова, но бросил. Преподавал французский язык в гимназии города Стрый. В 1880-е годы гастролирует по Германии и Австрии с лекциями и сеансами месмеризма и гипноза.

### Германия и суд о гипнотическом воздействии
После 1890 года оставляет Краков. В марте 1893 года выслан из Пруссии, после чего поселился в Дрездене.
Соблазнив баронессу фон Зейдлиц, близкую родственницу кайзера Вильгельма II, которая пришла к нему за лечением гипнозом, вступил с ней в фиктивный брак, не разводясь со своей женой Людмилой (с которой не жил); его переодетый друг выступил в роли пастора. Однако, отец и брат баронессы подали на Чинского в суд по обвинению в гипнотическом воздействии на графиню и двоежёнстве, он был арестован 16 февраля 1894 года.
Суд, начавшийся 17 декабря, широко освещался в Европе, по теме законности гипноза. О процессе врачами была написана книга, часть книги, включая протокол судебного процесса была переведена в 1905 году на русский язык. Чинский был приговорён к 3 годам тюрьмы Моабит и «потери чести» на 5 лет. Условия содержания в тюрьме довели Чеслава Чинского до депрессии и попытки самоубийства, но своевременно прибывший тюремный врач спас ему жизнь. В 1899 он написал о процессе эссе. Эти события кардинально меняют его моральный облик.
После освобождения, в 1898 году обращается в гос. службу Варшавы с заявлением о получении гражданства Российской империи, и в 1904 году получает варшавский паспорт.

### Париж и знакомство с Папюсом
После отсидки Чеслав отправился в Париж на несколько лет. Обучаясь в университете Сорбонна, стажировался в клинической больнице, где получил свидетельство о окончании курсов гипноза. В этой клинике он и познакомился с Папюсом — главой Ордена мартинистов, работавшим там врачом. Погрузив одного пациента в глубокий гипнотический транс, в котором тот написал слова: «Сними вуаль с лица Исиды», он произвёл глубокое впечатление на Папюса, принявшего его сразу в «Академию герметизма».

### Санкт-Петербург
В Санкт-Петербурге Чинский появился в 1906 году, в возрасте 48 лет. Получил известность предсказаниями о разыскиваемом убийце инженера А. Гилевича. Публиковался в «Биржевых ведомостях» под псевдонимом «Punar Bhava» (санскр. «душа стремится к освобождению»). Занимался спиритизмом, оккультными науками, хиромантией и пр. За умеренную плату предсказывал будущее и давал советы на все случаи жизни. Имел хорошую клиентуру, состоявшую преимущественно из среднего класса и иногда из состоятельных дам романтического умонастроения.
Представлялся и подписывал брошюры как «австрийский граф», «доктор и профессор мед. и психофизиологии парижской Королевской медицинской академии», «доктор герметизма Париж. высш. шк.». Однако по расследованию полиции эти звания оказались фальшивыми, и также обнаружилось, что он не граф (приставка «фон» в имени) и не австриец.

#### Генеральный делегат для России
2 мая 1910 года в Париже Папюс назначил Чинского членом Верховного совета Ордена мартинистов и генеральным делегатом для России. 9 июля Чинский с благословения доктора Папюса представил петербургскому градоначальнику заявление с просьбой о легализации ордена в России. Однако по 1911 год не предоставил в правительство на утверждение устав ордена мартинистов. Будучи уверен в успешности своего ходатайства, заранее рассылает циркуляры на бланках генерального делегата Ордена Мартинистов для России, и небольшую брошюру-воззвание «Орден мартинистов. Его происхождение, цели, значение и крат. очерк истории», призывавшую «истинных христиан» стать в ряды рыцарей ордена. Тон этого воззвания чрезвычайно характерен: смелость и уверенность, сквозящие через строчки брошюры, ясно показывают, что Чинский писал, чувствуя за собой какую-либо сильную поддержку. В брошюре этой совершенно категорически указывается, между прочим, что в настоящее время в России много мартинистов, как в столицах, так и в провинции. Опрошенный полицией в этом же году Антошевский, заявлял, явно сильно преувеличивая, что орден мартинистов в России насчитывает несколько десятков тысяч членов; в 1910 году в члены ордена в России было принято 8 тысяч чел., и это только «избранные» и принятые после «предварительного экзамена».
Известна оживленная деятельность Чинского на издательском поприще, которое он вёл со своей секретарём и переводчицей Е. К. Лосской, вдовой присяжного поверенного, в её квартире он жил и, по сведениям Департамента полиции, видимо и сожительствовал. Они выпустили книги «Отец Иоанн Кронштадтский. Оккультистский этюд», «Страдание самоубийцы в потустороннем мире. Мистическое откровение», и ряд других брошюр. Его брошюра «Орден мартинистов. Его происхождение, цели, значение и крат. очерк истории» (в 1912 году переиздана И. К. Антошевским в журнале «Изида»), изучается полицией, наблюдавшей за оккультными и масонскими обществами в России. В столичном Петербурге публиковалась «Библиотека мартинистов», содержащая труды Чинского и Лосской, главным образом по вопросам оккультизма и спиритизма, попутно с пропагандой идей их ордена.
Выехал из России в Брюссель после его неудачного ходатайства о легализации Ордена. В это время полиция возбудила дело о нём, поставила под наблюдение и пыталась «запретить ему въезд в пределы Империи как вредному иностранцу» и «распространителя, под видом мартинизма, масонства, крайне нежелательного в России».

#### Г. О. Мёбес и аферы
В 1910 году Чинский вовлёк в свою организацию выпускника физико-математического факультета Петербургского университета барона Г. О. фон Мёбеса, А. К. Антошевского и других, начавших также переписку с Папюсом. Они непрестанно враждовали друг с другом из-за претензий на главенство среди приверженцев.
Серьёзное отношение Г. О. Мёбеса к оккультизму и глубина его познаний в этой области произвели впечатление на Чинского, и, недолго думая, он предложил ему степень «S:::I:::» (полное мартинистское посвящение) и почетный диплом «доктора герметизма Высшей герметической школы в Париже», и тот вскоре открывает свою ложу «Орден Иоанна».
Широкая известность Ч. И. Чинского привлекла внимание царя Николая II. Прибыв в октябре 1910 года по его приглашению в Царское Село, Чинский, как и его предшественник, аббат Филипп, стал вызывать дух Александра III. Облачившись в ритуальные одежды мага и заключив царя вместе с присутствующими в магический круг, с мечом в руке он силился вызвать потустороннюю силу, определяющую судьбу России. В конце концов ему это удалось, и дух предсказал Николаю II великую войну и невиданные потрясения империи. Когда же заинтригованный царь осведомился о собственной судьбе и стал настаивать на ответе, то, как вспоминал позднее Чинский, раздался страшный шум, потух свет и магический алтарь опрокинулся.
Издательская деятельность вряд ли обеспечила предприимчивого мистика надлежащими средствами, и он решил заняться по совместительству практикой частного детектива по амурным делам и просто вымогателя. Одной из его жертв в феврале 1911 года оказался граф Орлов-Давыдов А. А., глава масонской ложи «Полярная звезда» (существовала с 1906 по 1909), у которого удалось выманить крупную сумму под видом защиты от некоего бельгийского шантажиста. На эту сумму денег Чинский съездил в Париж. Из-за подобной и прочих афер Чинского поставили под гласный надзор полиции, что отнюдь не вынудило его оставить прежнюю стезю.

При спиритических сеансах пользовался содействием в качестве медиума мещанкой Маховской, платя ей за сеансы, на которых она делала и творила то, что ей было приказано заранее самим Чинским. Кроме того, Чинский принимает на себя исполнение за деньги всяких поручений, выбирая к себе в помощь третьих лиц. Так, муж названной Маховской, калишский мещанин Северин Николаевич Маховский, выслеживал, по поручению Чинского, графа Ивана Ивановича Грациадей-Кириллова с целью установить, с кем последний состоял в связи, каковые сведения были нужны княгине Щетининой: затем тот же Маховский, по поручению Чинского, наблюдал за военным судьёй в Варшаве Григорием Григорьевичем Перетц, который проживал в Петербурге у какой-то дамы без прописки.— О деятельности масона-афериста Ч. Чинского // Департамент полиции, апрель 1911 года
Полиция, наблюдая сообщения в газетах о деятельности масонов, отметила, что особенное внимание крайней правой прессы привлёк дом в Кузнечном переулке (квартира Чинского), где якобы совершались тайные чёрные мессы масонов. Все эти обстоятельства и скандальная слава афериста, привели к тому, что он был выслан в июне 1911 года под гласный надзор полиции в Белозерский уезд Новгородской губернии, где у него было имение «Кочево» (согласно автобиографии Казначеева — в Олонецкой губернии). По сведениям полиции февраля 1912 года, для вступления в члены ордена не требовалось особых денежных взносов, оплачивались лишь членские дипломы, а равно участие в сеансах, обрядовых вечерах и т. п.
В августе 1912 года Мёбес постарался возглавить ложи русских мартинистов, и написал Папюсу с просьбой о назначении его великим мастером. Однако, его соратник, П. М. Казначеев, проявил властные амбиции, и послал Лидию Дмитриевну Рындину в Париж, для того, чтобы именно Казначеева назначили великим мастером. В итоге управляющим российской верховной делегацией ордена был назначен П. М. Казначеев, который тут же выдал патент С. К. Маркотуну на учреждение ложи «Святого апостола Андрея» в Киеве.
В декабре 1913 года Чинский продаёт своё имение за 40 тысяч рублей, и 14 декабря переезжает в Варшаву. Одной из причин называется бегство от преследований родственников обманутой фрейлины.

### Организации в Польше и изгнание из Ордена Мартинистов
В Варшаве по-прежнему Чеслав Чинский практиковал гипноз и целительство, а также посвящал в оккультные тайны новых учеников. Однако родственники фрейлины добрались до него и там.
В 1915 году Чинский лишился рассудка в Варшаве во время вступления туда немцев и был помещён в лечебницу для душевнобольных Творки, предположительно симулируя болезнь.
Около 1918 года, по-видимому, считая ошибочным отвержение его французскими мартинистами, основал нелегитимный Орден мартинистов в Варшаве[уточнить]. После смерти Папюса в 1916 году его эзотерическая деятельность резко спадает.
В 1925 году один из мартинистов написал петицию (подписанную другими противниками Чинского) и в 1926-м отослал её в Лион великому мастеру Брико. В результате Чинскому было велено сложить с себя полномочия и обязанности державного посланника и передать их полковнику Н. Чаплину.
Полковник Чаплин, оставшийся руководить польскими мартинистами, не внёс никаких изменений, орден остался инертным, и в 1931 году деятельность всех польских лож ордена была временно приостановлена, а представительство — отозвано. Причиной этого, по-видимому, стали предъявленное польским мартинистам и Чаплину обвинение в практике сатанизма, соучастие в убийствах/самоубийствах и служении чёрной мессы, за которым последовали полицейские обыски на квартирах. Обыски начались 30 августа 1930 года и продолжались несколько недель, но до суда дело так и не дошло. Следующая далее информация почерпнута из популярных газет за сентябрь1930 года и потому не слишком надёжна, но позволяет составить хотя бы некоторое представление о характере деятельности мартинистов.
В 1930-1931 году, по смутным данным из газет, Чинский был заподозрен в организации на территории отпавшей от России Польши «изуверской секты поклонников сатаны, в результате деятельности которой погибло несколько молодых людей». Варшавский окружной суд назначил судебное следствие по этому делу.
Газеты, следившие за ходом расследования, сообщали, что возглавляемая Чинским организация сатанистов состояла из мартинистов высших степеней посвящения. Сатанисты принимали наркотики и совершали свои «чёрные мессы» и оргии перед изображением козлиной головы в треугольнике — «Бафометом» (рисунок Элифаса Леви — учителя Папюса, изображённый также на карте Таро Дьявол, включая Таро Папюса), обращенным основанием вниз и украшенном именем Симона Волхва, которого сатанисты считали основоположником своего учения. Полицейские власти произвели обыск у Чинского и связанных с ним оккультистов и обнаружили многочисленные оккультные предметы и бумаги.
В 1932 году Чеслав Чинский умер.